# 翳りゆく夏
『翳りゆく夏』（かげりゆくなつ）は、赤井三尋の推理小説。第49回江戸川乱歩賞受賞作。受賞時のタイトルは、「二十年目の恩讐」。
2003年8月7日に講談社から単行本が発刊され、2006年8月11日に講談社文庫版が刊行された。
2015年にWOWOWで渡部篤郎主演でテレビドラマ化された。

## あらすじ
「誘拐犯の娘が新聞社に内定」 週刊誌のこのスクープが、大手新聞社・東西新聞を揺り動かす。彼女に入社を辞退させないために重役たちは説得に出向き、窓際社員の梶は、社主の意向で20年前の誘拐事件を調べ直し始める。
収穫のないまま終わると思われていた再調査に、新しい事実が発覚し、封印されていた真相が明かされる。

## 登場人物

### 主要人物
梶 秀和（かじ ひでかず）
東西新聞社編集資料室（窓際部署）勤務。20年前、横須賀支局に在籍し、事件の取材に当たった。2年前までは社会部の遊軍記者だったが、ある事件を機に、現在の部署に追いやられた。
朝倉 比呂子（あさくら ひろこ）
一橋大学の学生。専攻は社会心理学。英語と中国語が堪能。大学受験の際に東大か一橋かで迷ったほど成績優秀。漢字や英単語などは一度見たら忘れない能力（直感像素質）を持っている。
事件後、子どもができない叔母夫婦の養女となり、中学生の時に父のことを知らされた。
井上（いのうえ）
横須賀のスーパーマーケットの警備主任。元刑事で、誘拐事件発生当時は神奈川県警捜査一課にいたが、横須賀署にいたことがあり、土地勘を買われて捜査本部に派遣された。人を「お主」と呼ぶのが癖。自分の名前を出さないことを条件に、事件の経過を綴った備忘録を梶に託す。
武藤 誠一（むとう せいいち）
東西新聞社人事厚生局長。20年前、横須賀支局にいた時に誘拐事件を取材し、当時2歳だった比呂子を見ている。依願退職処分になりかけた梶を編集資料室に置くよう重役たちを説得し守った。妻・香織は育児ノイローゼで自殺しており、現在は20歳の一人息子と住み込みの家政婦との3人暮らし。

### 東西新聞社
杉野 俊一（すぎの しゅんいち）
東西新聞社代表取締役社長。囲碁はアマチュア6段以上の実力を持ち、三子置いてトッププロに勝ったこともある。比呂子と同じ能力を持っており、親近感を持つ。
飯島（いいじま）
東西新聞社秘書室長。武藤とは同期。
岸辺（きしべ）
東西新聞社広告局長。
諏訪 純一（すわ じゅんいち）
東西新聞社人事部長。
仲條 貴子（なかじょう たかこ）
東西新聞社主。発行済み株式の75%を保有している。80近い今も葉山の大邸宅から経営幹部に無理難題をふっかけてくる。20年前の事件の再調査を命じる。
野村（のむら）
東西新聞社横須賀支局の現支局長。定年間近。

### 誘拐事件関係者
九十九 昭夫（つくも あきお）
比呂子の実父。20年前の誘拐事件の犯人? 愛人関係の佐智子と共に交通事故で死亡。大手医薬品メーカーの元プロパーで、敬愛会病院にも出入りしていた。
大槻 貞利（おおつき さだとし）
横須賀敬愛会総合病院の院長だった男性。誘拐事件の身の代金受け渡し役に指名された。事件以降、病院から市民の足が遠のき、職を辞し、隠居同然の生活をしている。
大槻 綾子（おおつき あやこ）
貞利の妻。事件当時、新聞に載った九十九の写真と自宅に掛かってきた犯人の声が一致しないような違和感を覚えた。
手塚 荘一（てづか そういち）
誘拐された新生児・夏雄の父。当時28歳。造船所に勤める溶接工。妻・浅子と共に未だに事件に悩まされている。
小宮（こみや）
横須賀敬愛会総合病院の産婦人科長。
末次（すえつぐ）
横須賀敬愛会総合病院の医師。浅子の担当医師。
澤田 弥生（さわだ やよい）
横須賀敬愛会総合病院の看護婦。最後に夏雄を見た人物。
滝川 絹江（たきがわ きぬえ）
横須賀敬愛会総合病院の看護婦。最後に夏雄を見た人物。
春木 佐智子（はるき さちこ）
九十九と愛人関係だった女性。夏雄を病院から連れ出した。
神崎 碧（かんざき みどり）
横須賀敬愛会総合病院皮膚科の看護婦。2通目の脅迫状（指示）が自宅に届いた。
高瀬 信吾（たかせ しんご）
横浜にある喫茶店マロニエの経営者。誘拐事件の身代金の受け渡し場所に指定された。競馬の呑み屋と高校野球のトトカルチョの胴元をしている。
堀江 淳二（ほりえ じゅんじ）
事件当時、敬愛会病院の資金運用の相談に乗っていた証券マン。事件当日も大槻と商談していた。
石橋 淡山（いしばし たんざん）
医薬品メーカーの営業マン。石橋湛山と誕生日が同じだったため、父親が同じ名前を付けようした。九十九と付き合いがあった。
華原 優（かはら ゆう）
風俗嬢。本名：田尻照代。誘拐事件当時は幼稚園生で、新生児室から赤ん坊を連れて行く小柄な女性を目撃した。

### その他
朝倉 勝雄（あさくら かつお）
比呂子の養父。焼鳥屋の店主。
朝倉 幸枝（あさくら ゆきえ）
比呂子の養母。比呂子の叔母（母の妹）に当たる。
香山（かやま）
香山探偵社社長。東西新聞社最終選考に残った学生の身元調査を行った。
菅野 美津夫（すがの みつお）
比呂子の調査を行った、香山探偵社の社員。36歳。調査後、何も言わずに姿を消した。横須賀の高校に通っていたため、事件のことを知っていた。
千代（ちよ）
武藤家のお手伝いさん。勤めて15,6年になり、家族同然の存在。
武藤 俊治（むとう しゅんじ）
誠一の一人息子。一橋大学の法学部の学生で、目下司法試験に向けて猛勉強中。
鮎子・未央（あゆこ・みお）
1年3カ月前に離婚した、梶の元妻と娘（中学生）。鮎子は理学修士号を持っている。
稲垣 すみ江（いながき すみえ）
東西新聞社元横須賀支局職員。影の支局長と呼ばれていた。現在はベーカリーチェーンのオーナー。今でも横須賀支局によく顔を出す。
神部 喜好（かんべ きよし）
梶が左遷される一因となった無限連鎖講事件の主犯。現在はタチの悪い占いで荒稼ぎしている。
乾（いぬい）
秀峰出版社長。秀峰出版は東西新聞を嫌っている。
小池（こいけ）
週刊秀峰の編集長。比呂子のことを記事にした。これまで渡り歩いてきた数々の雑誌の部数を悉く増やし、部数の魔術師と呼ばれる。

## テレビドラマ
2015年1月18日から2月15日まで、WOWOWの連続ドラマW「日曜オリジナルドラマ」で放送された。全5話。監督は波多野貴文、主演は渡部篤郎。

### キャスト
- 梶 秀和 - 渡部篤郎
- 武藤 誠一 - 時任三郎
- 朝倉 比呂子 - 門脇麦
- 武藤 俊治 - 菅田将暉
- 井上 周平 - 岩松了
- 堀江 淳二 - 滝藤賢一
- 未央 - 葵わかな
- 千代 - 岩本多代
- 手塚 壮一 - 戸田昌宏
- 大槻 貞利 - 嶋田久作
- 華原 優 - 前田敦子
- 手塚 浅子 - 森口瑤子
- 武藤 香織 - 鶴田真由
- 朝倉 勝雄 - 木場勝己
- 大槻 綾子 - 中田喜子
- 横須賀支局長・野村 - 佐藤B作
- 須川 鮎子 - 板谷由夏
- 杉野 俊一 - 橋爪功
- 朝倉 幸枝 - 上村香子
- 岩瀬刑事 - 長谷川朝晴
- 小池編集長 ‐ 菊池均也
- 小泉 和彦 ‐ 小久保寿人
- 九十九 昭夫 - 夙川アトム
- 春木 佐智子 - 高橋ユウ
- 滝川 絹江 - 菜葉菜
- 澤田 弥生 - 吉本菜穂子
- 星野 奈月 - 能世あんな
- 末次 - 久ヶ沢徹
- 高瀬 信吾 - 水澤紳吾

### スタッフ
- 原作 - 赤井三尋
- 監督 - 波多野貴文
- 脚本 - 吉本昌弘、香坂隆史
- 音楽 - 村松崇継
- プロデューサー - 岡野真紀子、浅野敦也
- 制作協力 - ドリマックス・テレビジョン